# Immunoedycja
Immunoedycja – dynamiczny proces polegający na nadzorze immunologicznym i progresji nowotworu. Opisuje ona związek między komórkami nowotworowymi a układem odpornościowym.
Składa się z trzech faz:
- eliminacji
- równowagi
- ucieczki